# Ribeira de Colares
A Ribeira ou Rio de Colares é um curso de água com a suas nascentes em Chão de Meninos e Lourel, Sintra. É um dos cursos de água mais relevantes do município de Sintra, drenando uma várzea agrícola por onde se implanta um grande variedade de campos de cultivo, de este para oeste. Possui 179 afluentes, dos quais os mais relevantes são as ribeiras de Portela, Pena, Almagre, Morelinho, Sintra, Capuchos, Nafarros, Mucifal, Urca e Janas.